# Ситуаньшань
Ситуаньша́нь — могильник эпохи энеолита близ города Цзилинь в Китае. Памятник культуры плиточных могил в Маньчжурии.
В могильнике были найдены зёрна чумизы, что свидетельствуют о том, что племена, которые оставили этот могильник, занимались земледелием (а также разведением свиней). Для каменной индустрии характерны мотыги своеобразной «скрипковидной» формы и шиферные серпы с прямой спинкой. По физическому типу обитатели Ситуаньшаня были близки к современным эвенкам.